# Супроново
Супроново — деревня в Череповецком районе Вологодской области.
Входит в состав Коротовского сельского поселения, с точки зрения административно-территориального деления — в Коротовский сельсовет.
Расстояние до районного центра Череповца по автодороге — 74 км, до центра муниципального образования Коротово по прямой — 13 км. Ближайшие населённые пункты — Хмелина, Давыдово, Чаево.
По переписи 2002 года население — 27 человек (12 мужчин, 15 женщин). Преобладающая национальность — русские (96 %).
В деревне Супроново родился Александр Иванович Амосов — военный лётчик, участник Великой Отечественной войны, Герой Советского Союза.